# Campus Manilla
Manillaskolan är en icke-vinstdrivande skola på Djurgården i Stockholm.
Den tidigare Manillaskolan, som tidigare hade rymts i Campus Manillas nuvarande lokaler, flyttade 2013 sin verksamhet till Konradsberg på Kungsholmen.